# ذا برايس إز رايت بلا TVA (برنامج تلفزيوني)
ذا برايس إز رايت بلا TVA برنامج ألعاب تفاعلية ترفيهي انطلق في 20 أيار 2010 على شاشة قناة ال بي سي. وقدمه الإعلامي اللبناني طوني بارود. الجائزة المقدمة للمتسابقين عبارة عن مبالغ مالية وجوائز عينية.
البرنامج هو النسخة العربية اللبنانية من البرنامج الأمريكي الشهير «The price is right» الذي يعرض منذ 1972 حتى الآن في العديد من دول العالم يوزع من قبل شركة فريمانتل العالمية.

## فكرة البرنامج
برنامج ألعاب يقدم باقة من الألعاب والمسابقات في عدة فقرات. في بداية كل حلقة يتم اختيار أربعة متنافسين من بين الجمهور الحاضر بالقرعة للمشاركة في المسابقة؛ حيث يعرض عليهم منتجات معينة، يجب عليهم تقدير سعرها التقريبي للفوز بها. ويتخلل البرنامج فقرات مسلية، ومراحل عديدة يمر بها المتسابقون.
وتتراوح أسعار هذه السلع بين 10 و25 ألف دولار أمريكي، وتتنوع السلع بين مواد أستهلاكية غذائية، آلات وأدوات كهربائية، مفروشات منزلية وسيارة ودراجات. كذلك يتضمن البرنامج جائزة مالية نقدية للمشاهدين في لبنان والعالم العربي، يمكن الفوز بها أسبوعيا من خلال الإتصال والرسائل النصية القصيرة.
الفقرات في المسابقة هي: لعبة "X/O"، «هدية وغنية»، «شيش بيش»، «شبيك لبيك»، «شتي مصاري»، «القجة»، «الغولف»، «ليرة ورا ليرة»، «صندوق الفرجة»، «لحق حالك»، «طلوع نزول»، «بولنغ»، «دولاب الحظ» وصولا إلى الفقرة النهائية التي تتحدى المسماة «عالبكلة»؛ فيها على المشترك الحاصل على أكبر رصيد من بين اللذين شاركوا، تقدير سعر عدد من الأغراض المعروضة عليهم خلال مدة قدرها 30 ثانية لربحها.

## أبرز الفائزين
هناك فتاتان فازاتا بجوائز الكبرى المقدمة في الجولة النهائية وهما:
- المحامية فرح الخليل من مدينة صور التي فازت بمجموعة من الجوائز هي آلة فرم اللحم، كاميرا للتصوير مع حقيبتها، حاسوب محمول، طقم جلوس، رحلة سياحية إلى تركيا مع كل التكاليف وسيارة فولكس فاغن، بعدما أصابت تقدير سعرها الذي كان 24.124 دولار أمريكي
- شانتال من قرية فاريا بقضاء كسروان التي فازت بمجموعة من الجوائز هي لوح لتزحلط، جهاز بلو راي، فرن غاز، طقم جلوس، براد 21 قدم، غسالة، تلفزيون بلازما 41 إنش، سجادة عجمية، دباب صحراوي ورحلة سياحية إلى جزيرة رودوس في اليونان مع كل التكاليف، بعدما أصابت تقدير سعرها الذي كان 18.638 دولار أمريكي.